# His Majesty’s Australian Ship

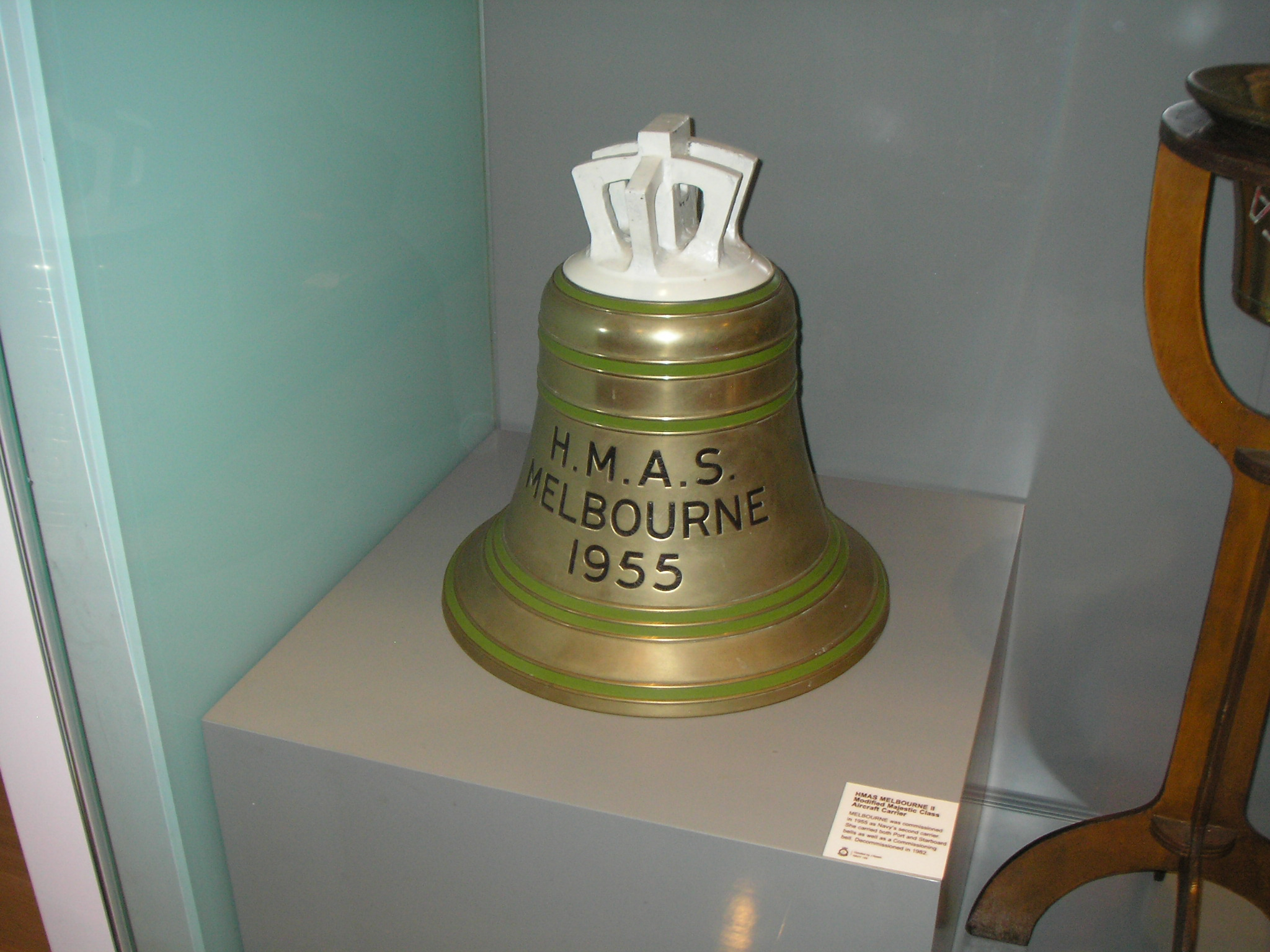
Schiffsglocke des australischen Flugzeugträgers Melbourne mit eingetragenem Präfix

His (englisch Seiner) oder Her (Ihrer) Majesty’s Australian Ship (Majestät australisches Schiff), abgekürzt HMAS oder H.M.A.S., ist ein Derivat der in der Royal Navy verwendeten amtlichen Titulatur His Majesty’s Ship in Form eines Präfixes vor dem Schiffsnamen, das die Royal Australian Navy für ihre im Dienst befindlichen Kriegsschiffe verwendet. Je nach Geschlecht des aktuellen Staatsoberhauptes passt sich die Titulatur im Pronomen an.

## Geschichte
Die Führung des Präfixes wurde der australischen Marine durch Bewilligung eines Memorandums des First Lord of the Admiralty durch George V. am 10. Juli 1911 genehmigt und damit offiziell eingeführt.
Australien ist als parlamentarische Monarchie bis zum heutigen Tage ein Königreich innerhalb des Commonwealth of Nations, bei dem der britische Monarch nominelles Staatsoberhaupt ist. Dieser wird in persona durch den Generalgouverneur von Australien vertreten. Der König wiederum personifiziert im Rahmen der Monarchie den Staat, so dass sich hierin der besitzanzeigende Ausdruck begründet, der durch die Zuordnung des Präfixes ausgedrückt wird.
Neben Schiffen erhalten auch feste Einrichtungen dieses Präfix, so beispielsweise HMAS Harman, eine nachrichtendienstliche und logistische Anlage.